# Král Krysa (Miéville)
'Král krysa' (anglicky King Rat) je první román Chiny Miévilleho z roku 1998.

## Krátké představení
Jde o temnou městskou fantasy zasazenou do Londýna a ukazující fenomén krále krys a mýtu o Krysaři z města Hameln proti estetice drum and bass a jungle hudbě. Také se zaplétá s postavami Loplopa a Anansi, kteří jsou podobní Králi krys.

## Filmové, televizní nebo divadelní adaptace
V roce 2003 získal DJ americké skupiny Linkin Park a režisér Joseph Hahn exkluzívní právo k natočení filmu založeném na románu. Poté, co psaní scénáře začalo v polovině roku 2004, není dosud o výrobě titulu mnoho známo.